# صفية البهلاني
صفية البهلاني (مواليد 1986) هي فنانة عمانية ومصممة جرافيك وناشطة في حقوق ذوي الإعاقة ومحاضرة تحفيزية.

## الحياة المبكرة والتعليم
وُلدت صفية بعدة إعاقات جسدية، منها قصر في الساعدين، عدم وجود يدين، تشوه في الركبة اليسرى، وقصر في الساق اليمنى. تم تبنيها في سن الثالثة من قِبَل صباح البهلاني، وهي أم عزباء. كانت صباح البهلاني قد تلقت تدريبها في الولايات المتحدة كمدربة في مجال الصحة المجتمعية وكانت تعمل حينها في وزارة الصحة العمانية ضمن برنامج يهدف إلى تثقيف الآباء حول كيفية التعامل مع الأطفال ذوي الإعاقة.
أخذت صباح صفية معها إلى الولايات المتحدة عندما سافرت لمتابعة دراستها. وهناك، خضعت صفية البهلاني لجلسات مكثفة من علاج النطق، حيث كانت تعاني من صعوبات في الكلام في طفولتها. وبعد الفحص، تبيّن أنها تعاني من صمم كامل في إحدى أذنيها، إضافة إلى مشكلة في اللسان. كما أجرت صفية جراحة لتسهيل ارتداء الأطراف الصناعية.
في المدرسة، برعت صفية في الفنون. كانت ترسم منذ طفولتها، لكن عند بلوغها الرابعة عشرة أدركت أنها تريد أن تصبح فنانة محترفة. بعد تخرجها من المدرسة الأمريكية الدولية في مسقط، واصلت صفية دراسة تصميم الجرافيك. وعندما انتقلت إلى الأردن في عام 2007، قررت تغيير تخصصها إلى دراسة الرسوم المتحركة، لكنها استمرت في الرسم. وفي فبراير 2010، أقامت أول معرض فني فردي لها في الأردن، حيث عرضت 38 عملاً فنياً.

## حياة مهنية
عادت صفية البهلاني إلى عُمان وكانت تبحث عن وظيفة عندما التقت بمصممة أزياء عُمانية (لم يُذكر اسمها). تعاونتا معاً على إنشاء معرض يضم 40 لوحة فنية و20 فستاناً مستوحاة من موضوع خطب السلطان السنوية. شعرت صفية أن الرسم بالألوان الزيتية والأكريليك وحده ليس إبداعياً بما يكفي، لذا قامت بتزيين اللوحات بالتطريز والشُرابات العمانية التقليدية. أقيم هذا المعرض في مارس 2011.
أقيم معرضها الفردي الثاني بعنوان "رحلة النمو" في ديسمبر 2012 في بنك مسقط، حيث تضمن أكثر من 70 لوحة فنية. في عام 2016، أقامت صفية البهلاني معرضاً فردياً بعنوان "فلاش باك" في المركز العُماني الفرنسي. فتحت صفية البهلاني معرضها الخاص، الذي أُطلق مع مجموعة من الأعمال الفنية التي أنشأتها بالتعاون مع مصممة المجوهرات، هناء اللواتية. في عام 2018، تم اختيار صفية البهلاني لتصميم التصاميم البصرية والعلامة التجارية لعربات النقل المسؤولة بيئياً في الموج مسقط.

### المتحدث
تحدثت صفية البهلاني عدة مرات عن موضوع كونها فنانة مبدعة وشخصاً من ذوي الإعاقة. كانت أولى محاضراتها في تيد إكس بعنوان "المختارة: صباح البهلاني وصفية البهلاني" في تيد إكس مسقط في نوفمبر 2013. في هذه المحاضرة، تحدثت هي ووالدتها عن الظروف التي جمعتهما معاً وكيف يشعران أن لكل شخص هدفاً فريداً. وكانت محاضرتها التالية في تيد إكس بعنوان "التحدي هو سلاحك" في معهد روزي في يناير 2014.